# Svenska idrottsgalan 2014

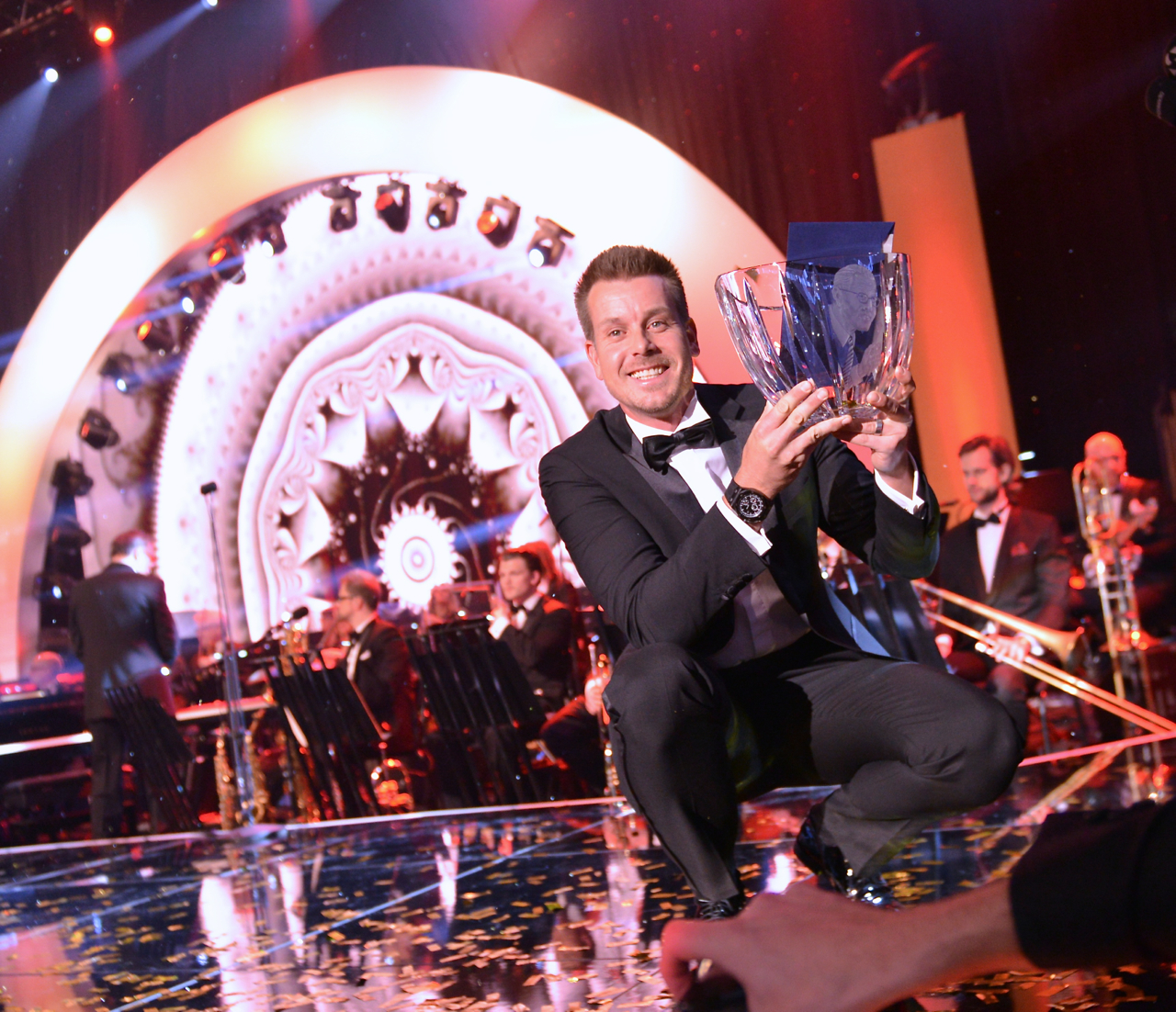
Henrik Stenson fick Jerringpriset på Idrottsgalan 2014.

Svenska idrottsgalan 2014 hölls den 13 januari 2014 i Globen.

## Priser
| Pris                        | Nominerade | Pristagare                            |                                       |
| --------------------------- | --- | ------------------------------------- | ------------------------------------- |
| Årets kvinnliga idrottare   | Tove Alexandersson, orientering och skidorientering Abeba Aregawi, friidrott Emma Johansson, cykel (landsväg) Sarah Sjöström, simning | Abeba Aregawi, friidrott              |                                       |
| Årets manlige idrottare     | Zlatan Ibrahimović, fotboll Johan Olsson, längdskidor Henrik Stenson, golf Henrik Sedin, ishockey                                     | Henrik Stenson, golf                  |                                       |
| Årets lag                   | Lag Niklas Edin, curling Stafettlaget herrar, längdskidor Tre Kronor, ishockey Sveriges damlandslag i fotboll                         | Tre Kronor, ishockey                  |                                       |
| Årets ledare                | Arild Monsen, längdskidor Pär Mårts, ishockey Lotta Neumann, golf Pia Sundhage, fotboll                                               | Pär Mårts, ishockey                   |                                       |
| Årets nykomling             | Jonna Adlerteg, gymnastik Irene Ekelund, friidrott Stina Nilsson, längdskidor Johannes Skagius, simning                               | Irene Ekelund, friidrott              |                                       |
| Årets prestation            | Abeba Aregawi, friidrott Johan Olsson, längdskidor Henrik Stenson, golf Zlatan Ibrahimović, fotboll                                   | Johan Olsson, längdskidor             |                                       |
| Jerringpriset               | Pristagare: Henrik Stenson, golf | Pristagare: Henrik Stenson, golf      | Pristagare: Henrik Stenson, golf      |
| TV-sportens Sportspegelpris | Pristagare: Björn Hellkvist, ishockey                                                                                                 | Pristagare: Björn Hellkvist, ishockey | Pristagare: Björn Hellkvist, ishockey |

### Fotnoter
1. ↑  Årets nykomling tilldelades även lilla bragdguldet, ett stipendium på 75 000 kr